# Georgios Averof
Georgios Averof, citato anche come Giorgio Averof nelle fonti di lingua italiana (in greco Γεώργιος Αβέρωφ?; Metsovo, 15 agosto 1815 – Alessandria d'Egitto, 15 luglio 1899), è stato un imprenditore e filantropo greco.

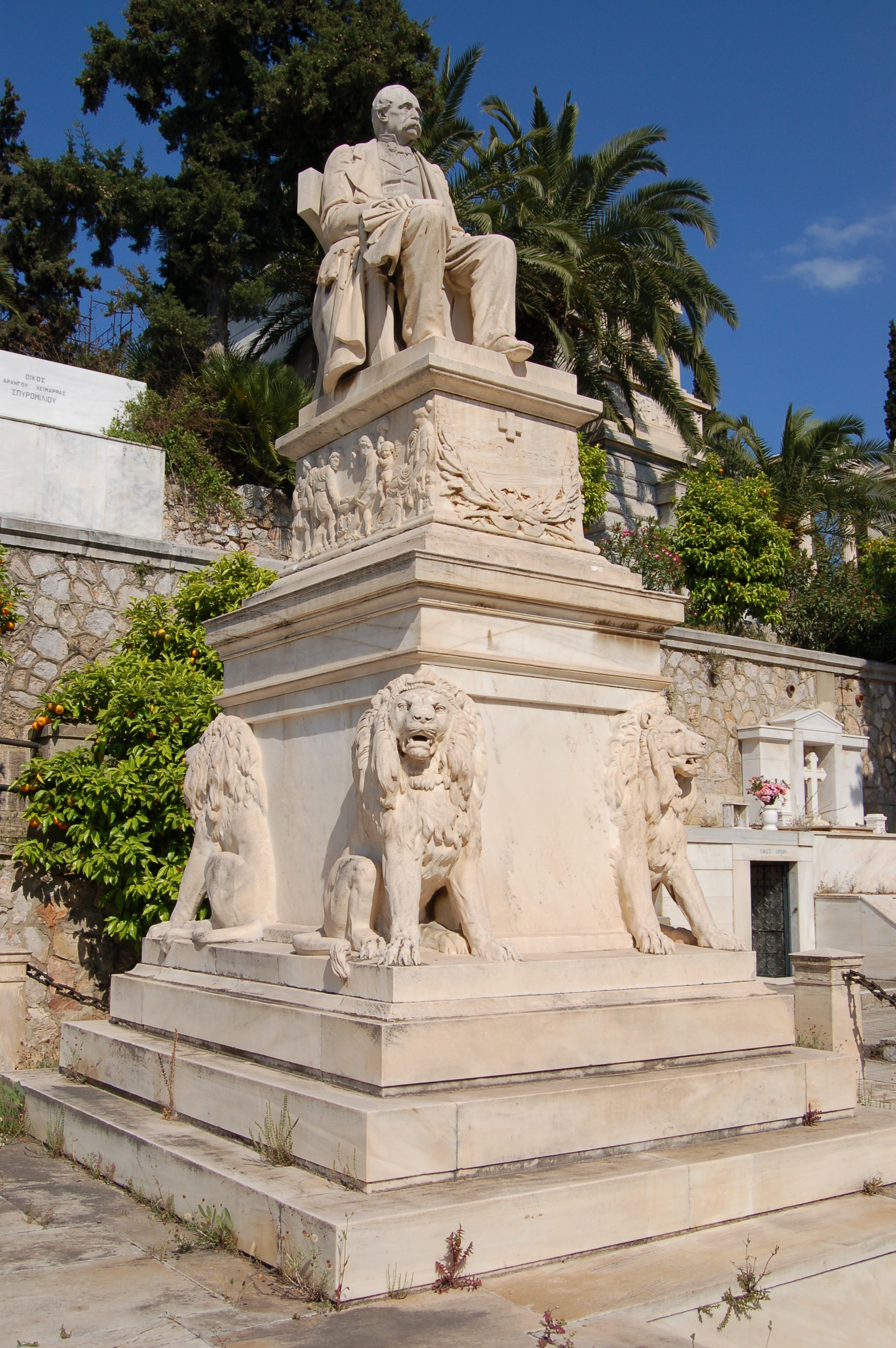
La tomba di Averof nel Primo cimitero di Atene.

Nato a Metsovo, in Epiro, Averof si trasferì ad Alessandria d'Egitto, quando era ancora giovane; è noto per aver fondato numerose scuole, sia in Egitto che in Grecia.
Come benefattore, contribuì al restauro dello Stadio Panathinaiko, per le prime Olimpiadi moderne, che si svolsero ad Atene nel 1896; la decisione di provvedere allo stadio ateniese venne richiesta dal principe Costantino I. L'impianto venne completamente ristrutturato nel 1895 (la seconda volta nel XIX secolo), usando marmi bianchi, proveniente dal monte Penteli. Il costo dei lavori, inizialmente stimato a 580.000 dracme, raggiunse alla fine 920.000.
Fu inoltre un membro della commissione olimpica per i partecipanti stranieri ai giochi olimpici.
Come tributo alla sua generosità, venne costruita ed eretta una statua, ancora visibile, di Averof; venne inaugurata il 5 aprile 1896, il giorno prima dell'apertura dei giochi, e posta ad di fuori dello stadio. Inoltre, a un incrociatore greco, nave bandiera della marina militare ellenica, venne dato il suo nome.

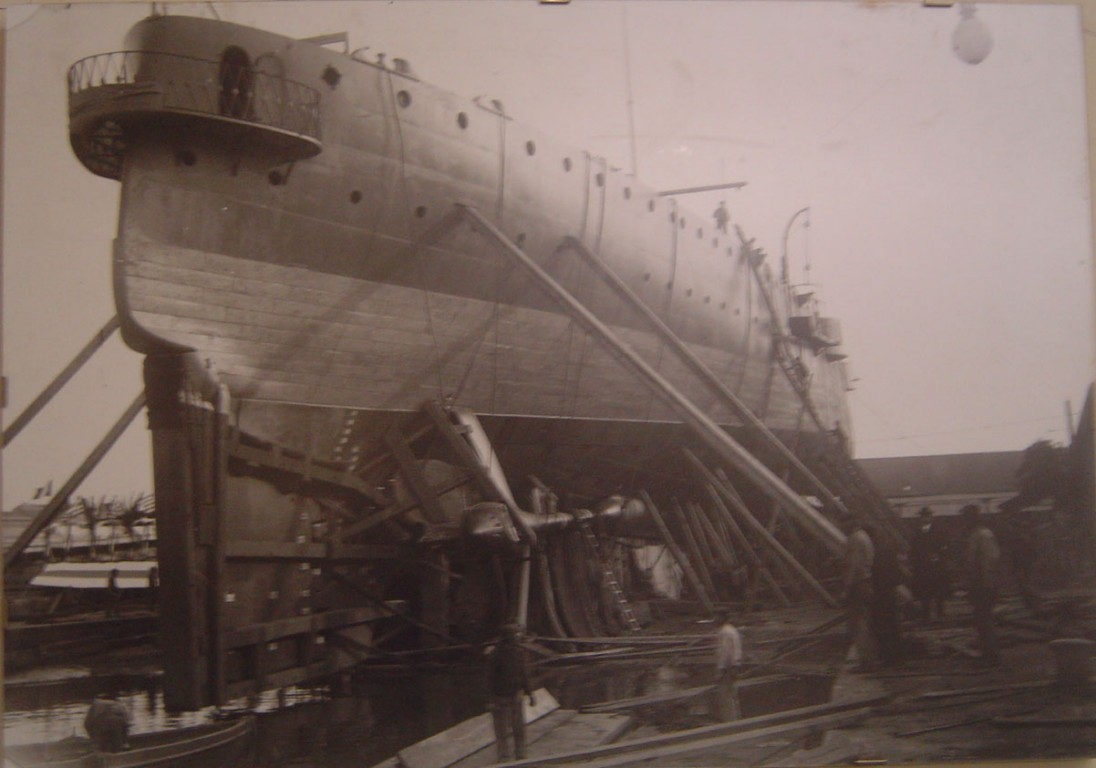
L'incrociatore corazzato Averof in costruzione, 1911.